# Call Me Claus
Call Me Claus (Pode me Chamar de Noel no Brasil) é um filme para televisão estrelado por Whoopi Goldberg e Nigel Hawthorne (em seu último trabalho).  O filme segue o Papai Noel (Hawthorne), que precisa de um substituto para o seu posto depois de servir seu reinado por 200 anos. Ele decide colocar em seu lugar Lucy Cullins (Goldberg), uma executiva de rede de compras excêntrica e rabugenta, que o contrata para promover decorações e presentes de Natal na rede. O filme estreou na Turner Network Television em 2 de dezembro de 2001 e também foi ao ar na Lifetime, Freeform e The Hallmark Channel.